# كرايسلر 300

## الجيل الأول (2005–2010)
كرايزلر 300 (بالإنجليزية Chrysler 300) هي سيارة أمريكية شهيرة. تعتبر إحدى أهم الطرازات الأمريكية لدى الصانع كرايسلر. وكانت تسمى في السابق على حسب الحروف الأبجدية الإنجليزية، أي سيارة الأحرف. تصنف كسيارة فاخرة عالية الأداء سعة أربعة ركاب بنسخ مكشوفة أو بابين أو سيدان بأربعة أبواب. الآن تباع بنسخة سيدان فقط بمحرك امامي ودفع خلفي أو دفع رباعي.

## التاريخ
أول كرايزلر 300 ظهرت عام 1954 كسيارة سباق في الناسكار الشهيرة وصنفتها كرايسلر كـ "سيارة شخصية عالية الاداء"
سميت C300 بسبب قوة محركها القياسية وهي 300 حصان، وكانت تعرف بهذا الاسم في السباقات لأن كرايسلر لم تطلق التسمية عليها بعد فأصبح اسم 300 متعارف عليه أكثر. محركها كان محرك هيمي قوة النار FirePower سعة 5.4 لتر بقوة 300 حصان حجم 331 انش مكعب، وتم تسميته بهيمي نظراً لشكل المحرك الذي يشبه قمة الهضبة وهذا هو معنى اسم هيمي "قمة أو أعلى الشيء"
في العام التالي 1956 حصلت على تعديل إضافي وزيادة سعة المحرك إلى 5.8 لتر، زاد قوة محركها إلى 355 حصان. وكانت أعلى سيارة بعدد الأحصنة بتاريخ الصناعة الأمريكية. كما تم تغيير اسمها إلى 300B.

## وصلات خارجية
- Chrysler 300 Official Website - USA